# Vita sexualis

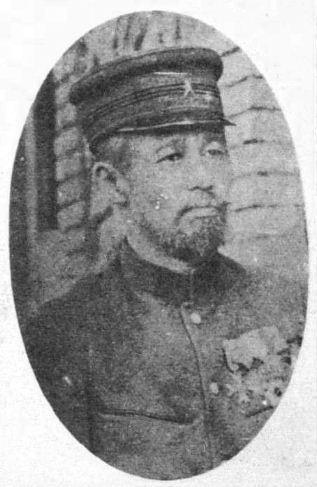
Mori Ōgai, auteur de Vita sexualis

Vita sexualis (ヰタ・セクスアリス, Ita Sekusuarisu) est un roman érotique publié en 1909 par Mori Ōgai. Shizuka Kanai, le protagoniste du roman, est compris comme une représentation autobiographique de Mori Ōgai lui-même.

## Traduction
- Mori Ogai, Vita sexualis (ou L'apprentissage amoureux du professeur Kanai Shizuka), trad. Amina Okada, Gallimard, « Connaissance de l'Orient », 1981